# مياه متصحرة
مياه متصحّرة رواية للروائي العراقي حازم كمال الدين. صدرت الرواية لأوّل مرة عام 2015 عن دار فضاءات للنشر والتوزيع في عمَّان. ودخلت في القائمة الطويلة للجائزة العالمية للرواية العربية لعام 2016، المعروفة باسم «جائزة بوكر العربية».

## حول الرواية
يروي الكاتب العراقي «حازم كمال الدين» في هذه الرواية حكاية «حازم كمال الدين»، السارد والمؤلف، الذي يُقتل ولا أحد يعرف حقيقة مقتله. البعض يقول إنه قُتل على أيدي قوى الإرهاب والبعض يقول إنه راح ضحية قصف عشوائي على سوق شعبي أقدمت عليه قوى الاحتلال الأميركي أو أدواته. حازم كمال الدين سينمائي شهير جدا ومنسي جدا في ذات الوقت. هو شهير لحصوله على أرفع وسام إبان حكم صدام حسين عن فيلم اسمه «مياه متصحّرة». فيلم كان يريد معارضة النظام غير أن الرقابة قامت بتقطيعه وحذف مشاهد منه وأعادت تركيبه ليؤدي عكس الهدف الذي أراده السينمائي. وحازم كمال الدين منسي بسبب حصوله على ذلك الوسام أيضا. فعلى الرغم من معرفة الوسط الثقافي بحقيقة تحويل الفيلم إلى عكس ما كان يريده إلا أن الجميع يخشى فتح ملفات الماضي. فقد أعاد الاحتلال تأهيل رقابة العهد السابق ومنحها السطوة والقوة في العهد الحالي.